# Portones de Hierro y Campodónico
Portones de Hierro y Campodónico ist eine Ortschaft im Norden Uruguays. 

## Geographie
Sie liegt im nordwestlichen Teil des Departamento Artigas in dessen 7. Sektor östlich von Bella Unión am Ufer des Río Cuareim. Nördlich grenzen Las Piedras und Cuareim an, im Westen zudem das südlich von Bella Unión liegende Coronado.

## Einwohner
Portones de Hierro y Campodónico hat 323 Einwohner, davon 170 Männer und 153 Frauen (Stand: 2011).
| Jahr | Einwohner |
| ---- | --------- |
| 1963 | 322       |
| 1975 | 575       |
| 1985 | 533       |
| 1996 | 396       |
| 2004 | 404       |
| 2011 | 323       |

Quelle: Instituto Nacional de Estadística de Uruguay